# Hyphessobrycon inconstans
Hyphessobrycon inconstans är en fiskart som först beskrevs av Eigenmann och Ogle, 1907.  Hyphessobrycon inconstans ingår i släktet Hyphessobrycon och familjen Characidae. Inga underarter finns listade i Catalogue of Life.